# 苏穆卢
苏穆卢（法語：Soumoulou，法語發音：[sumulu]）是法国大西洋比利牛斯省的一个市镇，位于该省东部，属于波城区。

## 地理
苏穆卢（43°16'0"N, 0°11'25"W）面积2.79 平方千米，位于法国新阿基坦大区大西洋比利牛斯省，该省份为法国东南部省份，涵盖了贝阿恩与北巴斯克，西临大西洋比斯開灣，北至朗德省，东北接热尔省，东临上比利牛斯省，南与西班牙接壤。
与苏穆卢接壤的市镇（或旧市镇、城区）包括：博埃伊-伯赞、埃斯波埃、戈梅尔、利芒杜斯、努斯蒂。

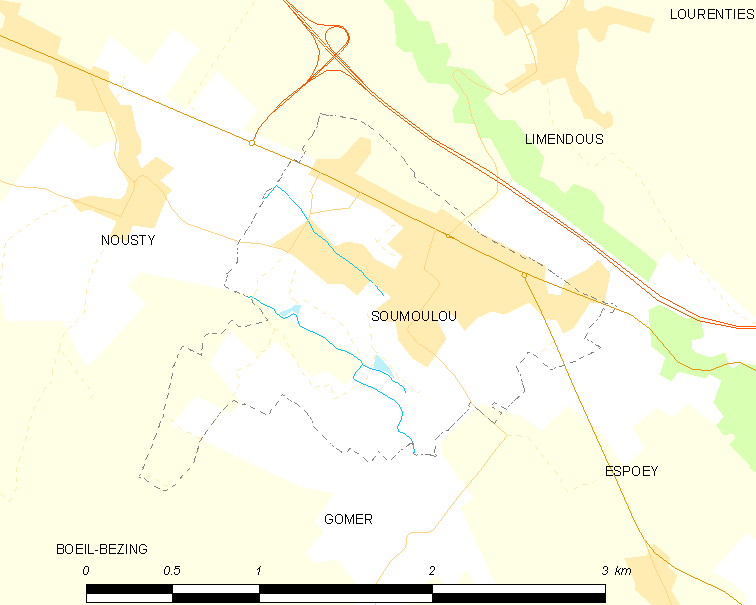
苏穆卢的OSM定位图

苏穆卢的时区为UTC+01:00、UTC+02:00（夏令时）。

## 行政
苏穆卢的邮政编码为64420，INSEE市镇编码为64526。

## 政治
苏穆卢所属的省级选区为乌斯河与拉关河河谷县。

## 人口

1962-2008年间苏穆卢人口变化图示

苏穆卢于2022年1月1日时的人口数量为1587人。